# Сражение при Бадли-ке-Серай
Битва под Бадли-ке-Серай (англ. Battle of Badli-ki-Serai) — битва, которая произошла в начальном периоде восстания сипаев 1857 года. Британские и непальские солдаты разбили сипаев, поднявшихся против Британской Ост-Индской компании. Победа позволила британцам осадить и в конечном итоге захватить Дели.

## Вспышка восстания
В течение нескольких лет между британской ост-индской кампанией и сипаями (индийскими наёмными солдатами) нарастали трения, которые резко усилились в 1857 году. Восстание разразилось, когда компания попыталась ввести в употребление новую винтовку Энфилда образца 1853 года. Сипаи полагали, что оболочки патронов смазывались говяжьим и свиным жиром. Солдат-индуист, срывающий зубами оболочку, мог потерять положение в касте, солдат-мусульманин оказывался осквернённым. Сипаи считали, что Компания пытается обратить их в христианство.
Первая вспышка мятежа имела место 10 мая в Мератхе в 97 км северо-западнее Дели. Истребив большинство своих офицеров-британцев и нескольких гражданских, три полка бенгальской пехоты и кавалерии отправились маршем на Дели. Первые части восставших прибыли туда 11 мая и предложили трём полкам бенгальской пехоты, расположенной там примкнуть к восстанию а императора моголов Бахадур-Шаха II — возглавить их. К концу дня Дели был в руках повстанцев, новости о восстании быстро распространились по северной Индии.

## Ответ британцев
Большинство частей британской армии в Индии и европейские части Бенгальской армии находились в «горных лагерях» в предгорьях Гималаев. Главнокомандующий Энсон находившийся в Шимле начал собирать силы для взятия Дели. Несмотря на свой шестидесятилетний возраст, Энсон действовал быстро, но столкнулся с недостатком транспорта и снабжения. К 17 мая ему удалось собрать силы в Амбале, войско отправилось к Карналу, где нашло убежище большинство британских гражданских, бежавших из Дели. На пути к Карналу люди Энсона бездоказательно перевешали или расстреляли из пушек множество индийцев, в которых солдаты подозревали мятежников или симпатизирующих мятежу.
Другое небольшое войско британцев вышло из Мератха навстречу Энсону. Их вёл генерал-майор У. Хьюитт чьё здоровье было подорвано возрастом и многолетней службой в Индии. В итоге Хьюитт передал командование бригадному генералу Арчдейлу Уилсону.
30 мая части мятежников, находившиеся под Дели, атаковали войско Уилсона у реки Хиндон. 60-й стрелковый полк пехоты Уилсона, вооружённый винтовками Энфилда, отразил индийцев и захватил пять лёгких орудий. На следующий день повстанцы предприняли новую атаку и опять были отброшены (хотя более не теряли свою артиллерию).

## Битва
Генерал Энсон умер от холеры в Карнале 27 мая. На посту его сменил генерал-майор сэр Генри Барнард, недавно принимавший участие в Крымской войне. Войско Барнарда 1 июня выдвинулось на соединение с силами Уилсона у Алипура (северо-западнее Дели). Соединившиеся отряды пошли по великому колёсному пути на Дели.
Сипаи-повстанцы окопались у Бадли-ке-Серая с целью встретить британское наступление. Их силы оценивались в некоторых работах в 30 тыс., но историк A.H. Amin сокращает это число до 4 тыс.. Это число включает в себя только солдат сипайских полков, но к ним возможно присоединились иррегулярные контингенты из Дели, мусорщики и другие примкнувшие лица, поэтому истинное число повстанцев трудно оценить. Историк Саул Давид определяет совокупную численность восставших в 9 тыс. и 30 орудий.
Правый фланг повстанцев, где находилось большинство их артиллерии удерживал караван-сарай (огороженное стенами место) и деревню, также обнесённую стеной. На левом фланге находилась артиллерийская батарея за укрытиями из мешков с песком. Оба фланга были частично защищены заболоченной местностью. На левом фланге было открытое незащищённое пространство длиной в милю между болотом и западным каналом Джумна. Правый фланг был также уязвим.
Утром 8 июня британцы пошли в наступление на позиции сипаев и понесли тяжёлые потери от огня повстанческой артиллерии, которая была намного мощнее, чем большинство британских орудий. Барнард послал свою кавалерию под командой полковника Джеймса Хоупа Гранта, чтобы обойти левый фланг повстанцев и пехотную бригаду возглавляемую полковником Грейвом (временно заменившим заболевшего бригадного генерала Джонса) вокруг правого фланга повстанцев. Как только над вражескими флангами и тылом нависла угроза обхода, Барнард приказал другой бригаде (в которую входил также полк гуркхов) под руководством полковника Шоуерса броситься в штыковую атаку на повстанческую артиллерию и захватить её. За деревню и караван-сарай разгорелась ожесточённая схватка, но повстанцы, чтобы избежать окружения, отступили, бросив 13 орудий.
Сипаи в беспорядке отступили к Дели, в этот момент некоторые гражданские думали, что британцы ворвутся в город на плечах бегущих сипаев и захватят город перед тем, как повстанцы смогут создать какое-либо организованное сопротивление. Однако британцы, измученные жарой и истощённые своими усилиями, удовлетворились захватом скалистого хребта к северу от Дели. Это привело к дорого обошедшейся осаде города в течение следующих трёх с половиной месяцев, но в итоге город был взят приступом и повстанцы были разбиты.

## Итоги
Битва продемонстрировала слабость повстанцев, у которых наиболее тяжело сказался недостаток компетентных лидеров старшего звена. Бахадур Шах II поставил своего сына Мирзу Могола на пост командующего своей армией, но сипаи обращались с императором и с его сынов без уважения. Сам Мирза Могол занимался делами администрации Дели и показал себя наиболее нерасположенным, чтобы повести войско на Мератх или противостоять Барнарду. Он не присутствовал на поле боя и позднее сделал скорее глупое, чем продуманное заявление, что «он неизменно сидел как шахматный король в крепости, страшась шахов».
Сипайские офицеры получали свои звания только по старшинству и ни один из них не проявил себя одарённым генералом, в отличие от командиров взводов. У Бадли-ке-Серай они не развернули части, чтобы защитить войско от фланговых манёвров противника и остались без резервов. Сипаи отказывались использовать винтовки Энфилда (хотя в любом случае для этих винтовок у них не хватало боеприпасов) и были вынуждены использовать устаревшие ружья Браун Бесс, у которых был менее точный бой, чем у винтовок Энфилда (некоторые британские части у Бадли-ке-Серай тоже были вооружены ружьями Браун Бесс, но небольшая дальность и менее точный бой скорее мешали защитникам, чем атакующим).